# Hirasea insignis
Hirasea insignis là một loài small air-breathing land snail, a terrestrial pulmonate gastropoda Mollusca trong họ Endodontidae.
This is an endangered species.

## Phân bố
This species (and indeed the whole genus) is đặc hữu to Nhật Bản.